# Oxytropis inopinata
Oxytropis inopinata là một loài thực vật có hoa trong họ Đậu. Loài này được Jurtzev miêu tả khoa học đầu tiên.